# 小仏峠
小仏峠（こぼとけとうげ）は、東京都八王子市裏高尾町と神奈川県相模原市緑区の間にある峠。多摩川水系と相模川水系とを隔てる分水界。標高は548m。八王子側の車道終点付近に113号水準点標石（369.51m）がある。
高尾山の北側の山麓を貫き、旧甲州街道（東京都道・神奈川県道516号浅川相模湖線）のルートに指定されている。

## 歴史
1569年（永禄12年）に武田信玄が関東地方へ遠征した際、別動隊の小山田信茂は甲斐国大月から八王子に向かった。これを迎え撃つ滝山城の北条氏照は、当時一般的な経路だった奥多摩方面からの侵入を予想して戸倉城などに兵を派遣した。しかし小山田隊は小仏峠を越えてきたため、不意をつかれた北条軍は滝山城に籠城することになった（廿里の戦い）。
その後、小仏峠は甲斐国と武蔵国・相模国を結ぶ要路となり、滝山城の機能は新設の八王子城に転換し「八王子」の地名の由来となった。廃城の後は小仏関所が置かれた。特に富士参詣の行者がここを越えることから、富士関とも呼ばれていた。
江戸時代には甲州街道のルートに指定されて交通の要所となり、小仏関所が置かれた。しかし勾配が急で車道化が困難であったため、1888年（明治21年）に当時の国道16号（現在の国道20号）は大垂水峠を経由するルートへ変更された。これによって小仏峠を通る通行者は激減した。
一方、地形的にほぼ東西に直線的に貫いていることから、直線的なルートが望まれる中央自動車道とJR中央本線は、小仏峠の北側の山を小仏トンネルによって貫いて造られた。

## 頂上
小仏峠頂上は奥高尾縦走路が南北に方向を変える景信山と城山を結ぶ稜線の鞍部にあたり、小仏宿と小原宿の間で旧甲州街道が東西に交差している。頂上には、明治天皇聖跡碑、三条実美歌碑、茶屋跡などがある。
- 明治天皇聖跡碑[1] - 1880年（明治13年）に明治天皇の山梨巡幸の際に作られた「明治天皇小佛峠御小休所阯及御野立所」の碑
- 三条実美歌碑[1]
- 茶屋跡[1] - 峠にはかつて茶店があった[2]が、営業休止中で廃屋と化している。

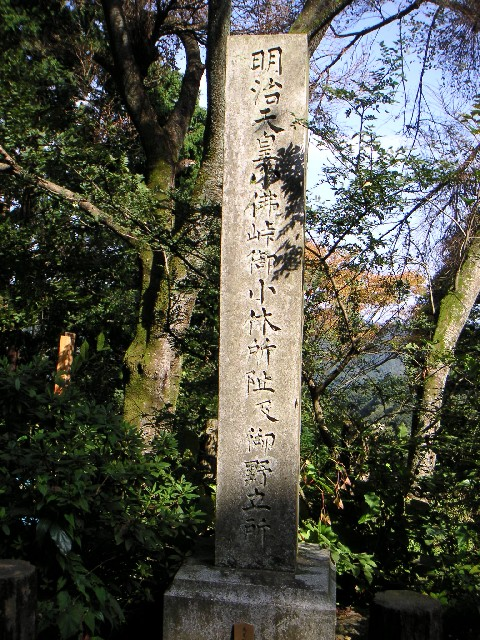
明治天皇聖跡碑
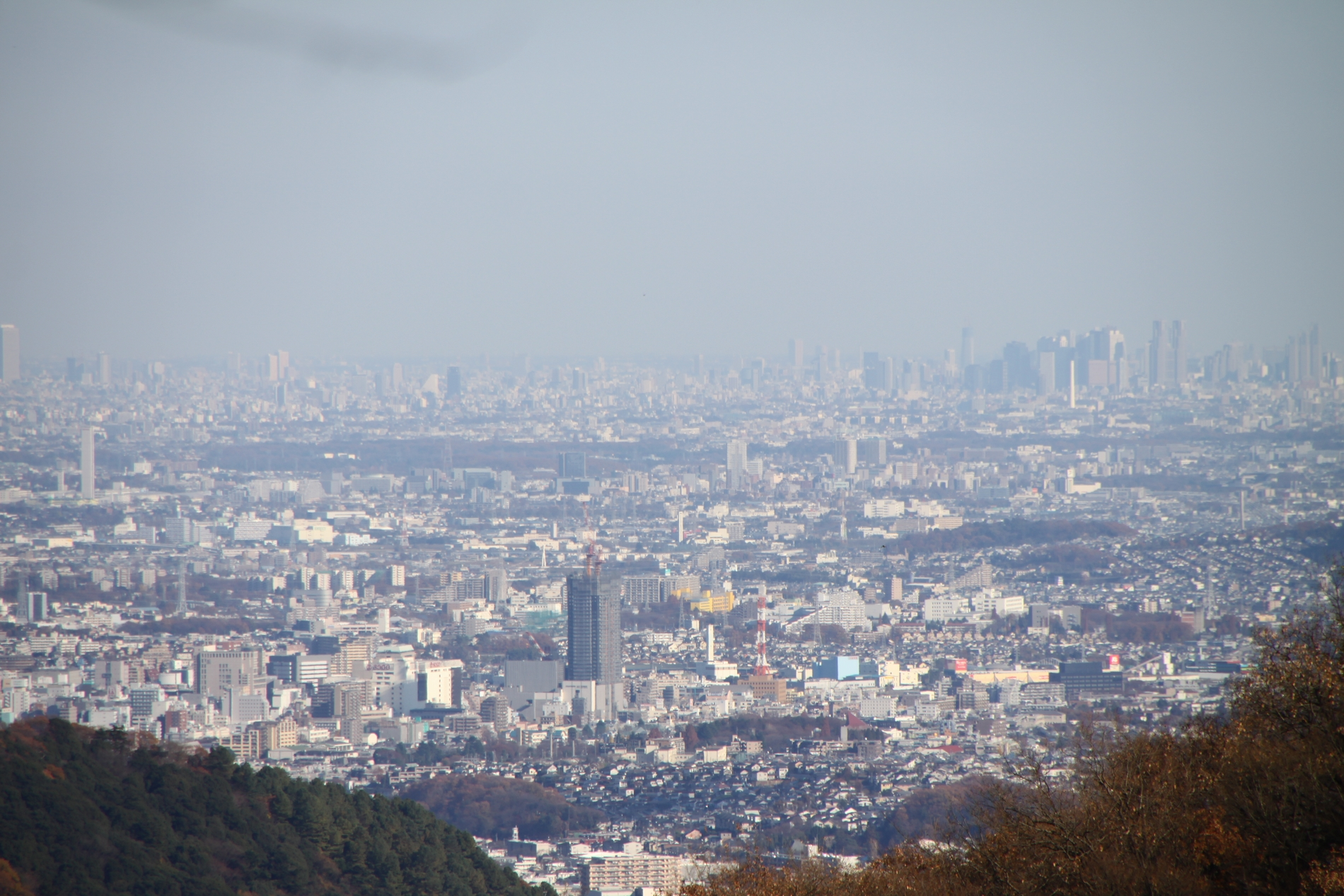
風景

## アクセス
高尾山・陣馬山など周辺の山々を巡るハイキングコースの要衝となっており、訪れる観光客は多い。
そのため高尾駅北口から通行止区間の付近まで、京王バス南により路線バスも運行されている。

## 周辺観光施設など
- 武蔵陵墓地
- 高尾駒木野庭園[3]
- 小仏関所・廿里古戦場 - 歴史
- 多摩森林科学園 森林総合研究所
- 高尾山薬王院
- 高尾登山電鉄
- 京王高尾山温泉
- TAKAO 599 MUSEUM

## 関連文献
- 「毛利庄 千木良村 小佛峠」『大日本地誌大系』 第40巻新編相模国風土記稿5巻之117村里部津久井縣巻之2、雄山閣、1932年8月。NDLJP:1179240/175。